# 테튀

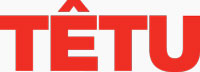

테튀(프랑스어: Têtu)는 프랑스의 게이 잡지이다.